# Джонс, Мэрилин
Мэрилин Фэй Джонс (англ. Marilyn Fay Jones; род. 17 февраля 1940, Ньюкасл, Австралия) — австралийская артистка балета и балетный педагог.

## Биография
Мэрилин Джонс родилась в 1940 году в Ньюкасле. С четырёхлетнего возраста она училась балету в студии Тессы Мондер, а затем у Лоррен Нортон в Сиднее. Впоследствии Мэрилин продолжила обучение в лондонской Королевской балетной школе, где в числе её педагогов была Пегги ван Прааг.
В 1957—1958 годах Джонс танцевала в труппе Королевского балета, с которым ездила на гастроли в США, после чего вернулась в Австралию. В 1959 году она стала членом труппы «Балет Борованского» и танцевала ведущие партии. После внезапной смерти Борованского она продолжила работать с ван Прааг, которая возглавила труппу и в 1962 году создала на её основе новый Австралийский балет. С 1962 по 1971 год Мэрилин Джонс была прима-балериной Австралийского балета. В 1963 году она вышла замуж за ведущего танцовщика Гарта Уэлча, в браке с которым у неё родилось двое детей, впоследствии также ставших танцовщиками.
Репертуар артистки включал более 50 разноплановых партий в классических и современных балетах, в том числе в «Лебедином озере», «Спящей красавице», «Ромео и Джульетте», «Жизели», «Шопениане». Мэрилин Джонс танцевала с такими выдающимися артистами, как Рудольф Нуреев, Гарт Уэлч, Джон Гилпин, Джон Миэн и Роберт Хелпманн. В 1972 году Мэрилин Джонс стала офицером Ордена Британской империи.
В 1978 году Джонс ушла из труппы Австралийского балета, однако была её художественным руководителем с 1979 по 1982 год. В 1991 году она основала и возглавила Австралийский институт классического танца (Australian Institute of Classical Dance). В 1992 году она стала почётным доктором университета Ньюкасла. В 2011 году, в возрасте 71 года, Мэрилин Джонс исполнила ведущую партию в балете Стивена Бейнса «Элегия».